# 폴 자바라
폴 프레드릭 자바라(영어: Paul Frederick Jabara, 1948년 12월 31일 ~ 1990년 12월 31일) 줄여서 폴 자바라(영어: Paul Jabara)는 미국 뉴욕주 뉴욕 브루클린에서 태어난 미국의 배우, 가수 및 작곡가다. 1990년 12월 31일에 후천면역결핍증후군으로 42세를 일기로 세상을 떠났다.